# Липчинский район

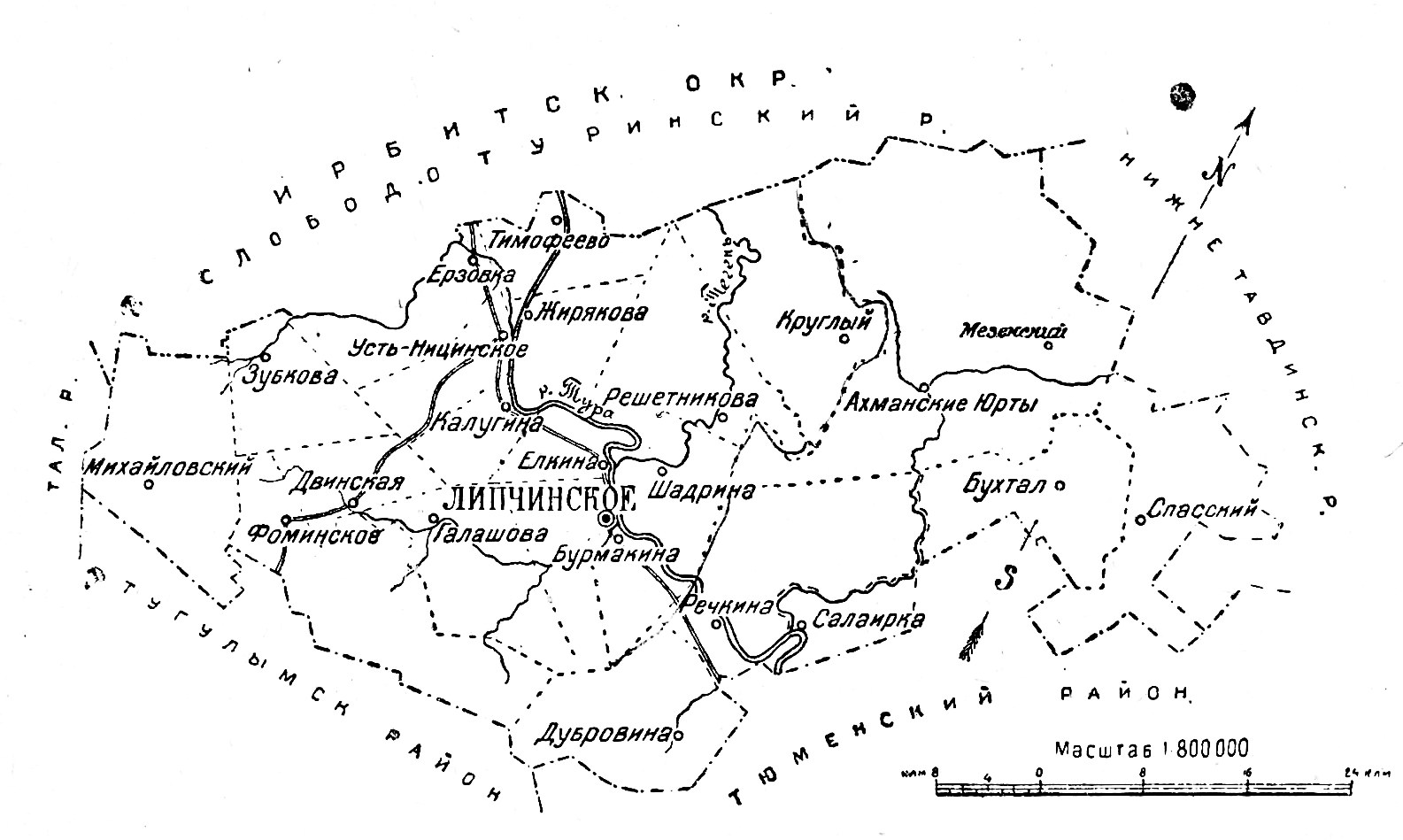
Схема района в 1928 году

Ли́пчинский райо́н Тюменского округа Уральской области РСФСР.
Образован на основании постановлений ВЦИК от 3 и 12 ноября 1923 года в составе Тюменского округа Уральской области из Бухтальской, Липчинской, Фоминской, Усть-Ницынской, части Кашегальской, части Краснослободской и часте Каменской волостей Тюменского уезда Тюменской губернии.
В район вошло 23 сельсовета: Ахманский, Борзиковский, Бурмакинский, Бухтальский, Галашевский, Дубровинский, Двинский, Ёлкинский, Ерзовский, Зубковский, Калугинский, Липчинский, Лукинский, Михайловский, Речкинский, Решетниковский, Салаирский, Спасский, Тимофеевский, Усть-Ницинский, Фоминский, Шадринский, Шелконоговский.
Постановлением президиума Тюменского окрисполкома от 26 июня 1925 года Борзиковский и Шелконоговский сельсоветы переданы в Тугулымский район.
Решениями президиума Уралоблисполкома от 28 июля 1926 года образован Кругловский сельсовет, Лукинский сельсовет переименован в Исиряковский.
Решением комиссии по укрупнению районов от 31 мая 1927 года образован Мельничный сельсовет.
Постановлением ВЦИК от 10 июня 1931 года район упразднён. Ахманский, Ерзовский, Исиряковский, Кругловский, Решетниковский, Тимофеевский, Усть-Ницынский сельсоветы переданы в Слободотуринский район, Бурмакинский, Галашевский, Ёлкинский, Зубковский, Двинский, Дубровинский, Калугинский, Липчинский, Михайловский, Шадринский — в Тугулымский район, остальные — в Тюменский район.